# Stefano Boggia
Stefano Boggia (Gattinara, 25 settembre 1980) è un ex ciclista su strada e ciclocrossista italiano, professionista dal 2004 al 2007.

## Carriera
Nelle categorie giovanili ottiene oltre 60 successi ed è quarto nella prova in linea Juniores ai Campionato del mondo 1998 a Valkenburg vinta dall'irlandese Mark Scanlon davanti a Filippo Pozzato. Tra gli Under-23 gareggia prima per la Zalf Euromobil Fior, poi per la formazione bassanese Parolin e gli ultimi due anni con la torinese Olio Vezza Brunero. Con quest'ultima squadra vince l'Internazionale Gara Ciclistica Milionaria di Montappone oltre al suo secondo Giro della Valsesia (già vinto nel 2001 con Parolin), ed è azzurro al Campionato europeo 2002 a Bergamo.
Passa tra gli Elite nel 2004 con il Team Icet, squadra di terza categoria; in stagione vince il Trofeo Matteotti a Marcialla e conclude terzo in una tappa e miglior giovane alla Settimana Ciclistica Lombarda. Nel 2005 passa alla formazione laziale Ceramica Flaminia, restandovi per tre anni. Con questo team vince nel 2005 la maglia verde degli scalatori al Brixia Tour ed è terzo alla Boucles de la Mayenne.
Sebbene principalmente stradista, è stato impegnato su più specialità, ottenendo alcuni risultati nelle corse di resistenza sulle 24 ore e soprattutto nel ciclocross, dove nelle stagioni 2006-2007 e 2008-2009 è stato azzurro nella Nazionale di Fausto Scotti, prendendo parte a diverse prove di Coppa del mondo (2006-2007: Aigle, Kalmthout, Pijnacker, Milano e Nommay; 2008-2009: Kalmthout e Nommay) senza però mai entrare in Top 30.

## Palmarès

### Strada
- 2001 (Team Parolin)

2ª tappa Giro della Valsesia (Serravalle Sesia > Borgosesia)
Classifica generale Giro della Valsesia
- 2002 (Olio Vezza-Brunero-Boeris)

Milano-Tortona
Gran Premio San Basso
- 2003 (Olio Vezza-Brunero-Boeris)

Trofeo della Rapa Rossa Doc
Trofeo Quintino Broglia Marzé
Gara Ciclistica Milionaria
1ª tappa Giro della Valsesia (Bornate > Varallo)
Classifica generale Giro della Valsesia
- 2004 (Team ICET, una vittoria)

Trofeo Matteotti - Marcialla

#### Altri successi
- 2004 (Team ICET)

Classifica giovani Settimana Ciclistica Lombarda
- 2005 (Ceramica Flaminia)

Classifica scalatori Brixia Tour

### Ciclocross
- 2006

San Francesco al Campo
- 2007

Costa Masnaga, Borgosesia, Cadrezzate, Canobbio, Montemurlo
- 2008

Città di Castello, Pomigliano d'Arco, Maliseti, Marlia, Pizzorne

## Piazzamenti

### Competizioni mondiali
- Coppa del mondo di ciclocross[11]

2008-2009: 98º (2 punti)